# Jan Moll

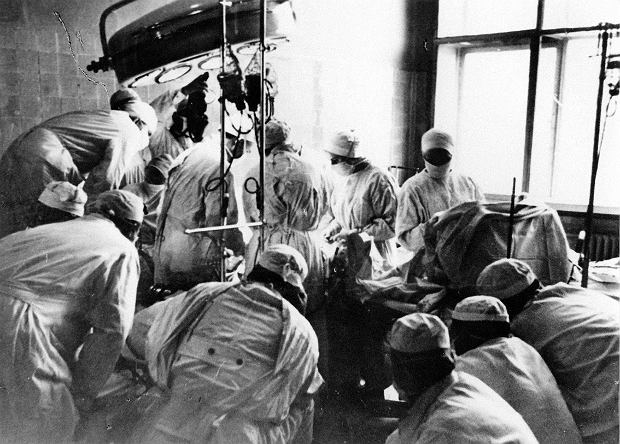
Operacja przeszczepu serca prowadzona przez Jana Witolda Molla

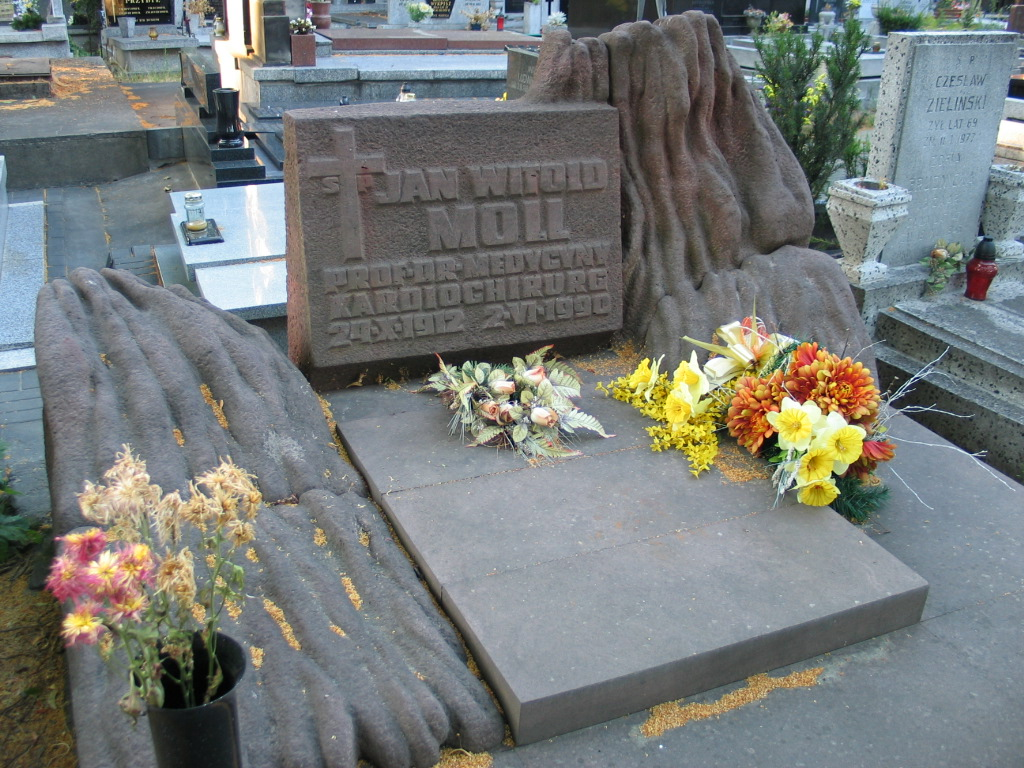
Grobowiec Jana Witolda Molla na Starym Cmentarzu w Łodzi

Jan Witold Moll (ur. 24 października 1912 w Schönsee, zm. 2 czerwca 1990 we Wrocławiu) – kardiochirurg, jeden z pionierów kardiochirurgii w Polsce. Pierwszy w Polsce podjął (nieudaną) próbę operacji przeszczepu serca.

## Rodzice i rodzeństwo
Ojciec, Tadeusz Moll, był magistrem farmacji i właścicielem apteki „Pod Lwem” w Inowrocławiu. Matka – Bronisława, z d. Stachanowska. Miał dwoje rodzeństwa: starszą siostrę Marię Izabelę (1910–1972) i młodszego brata Henryka (1918–1980).

## Życiorys
Absolwent ówczesnego gimnazjum, dziś Liceum im. Jana Kasprowicza w Inowrocławiu. Studiował medycynę w Poznaniu, Nancy i w Warszawie, gdzie w czerwcu 1939 uzyskał dyplom lekarza. W czasie wojny pracował jako chirurg w Radomiu pod kierownictwem profesora Kazimierza Nowakowskiego, z narażeniem życia ratując m.in. żołnierzy AK. Po wojnie był związany początkowo ze Szpitalem im. Józefa Strusia w Poznaniu, gdzie w 1949 stworzył od podstaw Oddział Chirurgii Torakalnej. W Poznaniu w 1946 doktoryzował się, a w 1957 uzyskał stopień doktora habilitowanego i stanowisko docenta w tamtejszej Akademii Medycznej. W 1961 otrzymał tytuł profesora.
1 czerwca 1958 został przeniesiony z Akademii Medycznej w Poznaniu do Akademii Medycznej w Łodzi na stanowisko kierownika II Kliniki Chirurgicznej w Szpitalu Klinicznym im. dr. Seweryna Sterlinga w Łodzi, przekształconej w 1975 w Klinikę Kardiochirurgiczną Instytutu Kardiologii Akademii Medycznej w Łodzi i nieprzerwanie piastował to stanowisko aż do przejścia w stan spoczynku w 1983. Od 1977 był ponadto dyrektorem Instytutu Kardiologii Akademii Medycznej w Łodzi.
W 1958 wyjechał na roczne stypendium w ramach Fundacji Rockefellera do kliniki chirurgicznej uniwersytetu w Minneapolis w USA pod kierownictwem profesora Clarence’a W. Lilleheia, gdzie zapoznał się z aktualnymi osiągnięciami w kardiochirurgii. W trakcie pobytu wielokrotnie odwiedzał Klinikę Mayo w Rochester, gdzie jako czołowy kardiochirurg pracował John W. Kirklin. Na zakończenie pobytu w USA zwiedził przodujące ośrodki chirurgii serca i naczyń w Ameryce i Wielkiej Brytanii, między innymi klinikę profesora Michaela DeBakeya w Houston, który zapoznał go z nowymi technikami w chirurgii naczyniowej z zastosowaniem protez dakronowych. Tam poznał także Dentona Cooleya i obserwował jego nadzwyczajną technikę chirurgiczną.
Po powrocie do Łodzi wiedzę i umiejętności zdobyte podczas pobytu w USA zastosował w swojej klinice, co zaowocowało stworzeniem i rozwojem łódzkiego ośrodka kardiochirurgii. Wkrótce głównym zainteresowaniem Kliniki stały się choroby serca, klatki piersiowej i naczyń. W 1959 w Łodzi wykonał pierwszą operację z wykorzystaniem krążenia pozaustrojowego. Należy podkreślić, że operacje z krążeniem pozaustrojowym były wykonywane z użyciem aparatu płuco-serce skonstruowanym przez prof. Jana Molla we współpracy z inżynierami – Franciszkiem Płużkiem i Stanisławem Szymkowiakiem z Zakładów im. Hipolita Cegielskiego w Poznaniu. Przeważały operacje wad wrodzonych i zastawkowych serca.
W 1963 wykonał pierwszą w Polsce komisurotomię mitralną (poszerzenie zwężonej zastawki mitralnej) u ciężarnej z krytycznym zwężeniem zastawki mitralnej. 24 stycznia 1967 wszczepił pierwszą w Polsce sztuczną zastawkę aortalną. W tym samym roku dokonał wszczepienia pierwszego sztucznego rozrusznika serca z wykorzystaniem elektrod nasierdziowych.
W styczniu 1969 podjął próbę pierwszego przeszczepu serca w Polsce. Rok później rozpoczął leczenie choroby wieńcowej za pomocą żylnych pomostów aortalno-wieńcowych. W 1972 wykonał arterializację żył serca, modyfikując metodę Becka, podwiązaniem żyły wielkiej serca przy spływie do zatoki wieńcowej. W piśmiennictwie ta zmodyfikowana operacja jest znana jako „arterializacja żył serca sposobem Becka-Molla”.
W połowie lat 70. XX wieku w klinice wprowadzono przeszczepy aortalnych zastawek allogennych i przeszczepy allogennej aorty wraz z zastawką aortalną w tętniakach aorty wstępującej, głównie w zespole Marfana.
Wprowadził także, we współpracy z położnikami i anestezjologami, kompleksowy program prowadzenia kobiet w ciąży z wadami serca i sztucznymi zastawkami, co było ewenementem nie tylko w skali krajowej.
Należał do wielu krajowych i zagranicznych towarzystw naukowych. Był członkiem licznych międzynarodowych i krajowych towarzystw naukowych oraz członkiem honorowym wielu uniwersytetów w kraju i zagranicą.
Wykształcił wielu specjalistów w zakresie chirurgii ogólnej, oraz kardiochirurgii i stworzył szkołę chirurgiczną, której uczniowie zajęli wiele stanowisk kierowniczych w ośrodkach akademickich całego kraju.
Za swoje osiągnięcia odznaczony został między innymi Krzyżem Komandorskim i Oficerskim Orderu Odrodzenia Polski, Srebrnym Krzyżem Zasługi, Medalem 10-lecia Polski Ludowej, Medalem 30-lecia Polski Ludowej, Medalem 40-lecia Polski Ludowej oraz był laureatem nagród naukowych Ministra Zdrowia.
W 1984 uhonorowano go tytułem doctora honoris causa Akademii Medycznej w Białymstoku.
W 1990 został uhonorowany ponownie tytułem doctora honoris causa przez Śląski Uniwersytet Medyczny.
Został patronem Szkoły Podstawowej nr. 44 w Łodzi, która jest  zakwalifikowana do realizacji projektu krajowego ”Szkoła Promująca Zdrowie” jako jedna z 14 szkół w Polsce i jest posiadaczem certyfikatu Światowej Organizacji Zdrowia (WHO).
Zmarł we Wrocławiu uczestnicząc w medycznym zjeździe naukowym. Pochowany na Starym Cmentarzu w Łodzi.

## Życie prywatne
Żona, Izabela ze Staniewskich, magister farmacji, pochodziła także z rodziny aptekarskiej. Pracowała jako farmaceuta początkowo w aptece rodzinnej, a następnie w aptece Szpitala im. Józefa Strusia w Poznaniu. Po narodzinach trzeciego dziecka przestała pracować zawodowo. Zajęła się wychowaniem trójki, a następnie czwórki dzieci (córki – Jolanta, Jadwiga, Izabella i syn Jacek Moll – kardiochirurg dziecięcy) i przez całe życie wspierała karierę lekarską oraz naukową męża.

## Film
W filmie "Bogowie" w reżyserii Łukasza Palkowskiego w postać Jana Molla wcielił się Władysław Kowalski.

## Dokonania
- w 1953 skonstruował pierwszy polski aparat sztucznego płucoserca do krążenia pozaustrojowego (wspólnie z inżynierami Zakładów Hipolita Cegielskiego w Poznaniu)
- w 1954 przeprowadził pierwsze w Polsce lewostronne cewnikowanie serca
- pierwszy w Polsce wszczepił sztuczną zastawkę aortalną
- pierwszy w Polsce założył pomosty aortalno-wieńcowe (tzw. by-passy)
- 4 stycznia 1969 próbował jako pierwszy w Polsce przeszczepić serce, bez powodzenia. Było to trzynaście miesięcy po pierwszej na świecie transplantacji serca przeprowadzonej w Kapsztadzie przez prof. Christiaana Barnarda.
- autor kilkuset prac naukowych w fachowych czasopismach krajowych i zagranicznych oraz dwóch podręczników: „Technika resekcji tkanki płucnej” i „Atlas wad serca” – tłumaczony na kilka języków
- promotor 27 rozpraw doktorskich
- stworzył warunki do przeprowadzenia dziewięciu przewodów habilitacyjnych